# Apamea cymosa
Apamea cymosa är en fjärilsart som beskrevs av Augustus Radcliffe Grote 1881. Apamea cymosa ingår i släktet Apamea och familjen nattflyn. Inga underarter finns listade i Catalogue of Life.